# Gümüşdere, Tavas
Gümüşdere là một xã thuộc huyện Tavas, tỉnh Denizli, Thổ Nhĩ Kỳ. Dân số thời điểm năm 2010 là 518 người.